# Fissione spontanea
La fissione spontanea (in inglese: spontaneous fission, SF) è una forma di decadimento radioattivo caratteristica di isotopi molto pesanti. È teoricamente possibile per qualsiasi nucleo atomico la cui massa sia maggiore o uguale a 100 unità di massa atomica (u), cioè gli elementi vicini al rutenio. In pratica, tuttavia, la fissione spontanea è energeticamente fattibile soltanto per masse atomiche al di sopra di 230 u (gli elementi vicini al torio). Gli elementi più suscettibili di fissione spontanea sono gli attinoidi ad alto numero atomico, come il mendelevio e il laurenzio, e gli elementi trans-attinoidi, come il rutherfordio.

## Descrizione
Per l'uranio e il torio, la modalità di decadimento per fissione spontanea si presenta sì, ma non si vede per la maggioranza delle disgregazioni radioattive, ed è solitamente trascurata eccetto che per le considerazioni esatte dei rapporti di ramificazione quando si determina l'attività di un campione che contiene questi elementi. Matematicamente, il criterio per stabilire se possa presentarsi la fissione spontanea è approssimativamente:
{\displaystyle {\hbox{Z}}^{2}/{\hbox{A}}\geq 47.}
dove Z è il numero atomico e A è il numero di massa (ad es., 235 per l'U-235).
Come suggerisce il nome, la fissione spontanea dà lo stesso risultato della fissione nucleare indotta. Tuttavia, come altre forme di decadimento radioattivo, essa si presenta, a causa dell'effetto tunnel, senza che l'atomo sia stato colpito da un neutrone o da altre particelle  come nella fissione nucleare indotta. Le fissioni spontanee rilasciano neutroni come tutte le fissioni, così se è presente una massa critica, una fissione spontanea può iniziare una reazione a catena. Inoltre, i radioisotopi per i quali la fissione spontanea è una modalità di decadimento non trascurabile possono essere usati come sorgenti di neutroni; il californio-252 (emivita 2,645 anni, rapporto di ramificazione dell'SF 3,09%) è usato spesso a tal fine. I neutroni possono poi essere utilizzati per ispezionare i bagagli delle linee aeree in cerca di esplosivi nascosti, per misurare il contenuto di umidità del suolo nella costruzione di strade e nelle industrie edilizie, per misurare l'umidità di materiali immagazzinati nei silos, e in altre applicazioni.
Finché le fissioni danno una riduzione trascurabile dell'ammontare di nuclei che possono fissionare spontaneamente, questo è un processo di Poisson: per intervalli di tempo molto brevi la probabilità di una fissione spontanea è proporzionale alla lunghezza del tempo.
La fissione spontanea dell'uranio-238 lascia tracce di danni nei minerali contenenti l'uranio in quanto i frammenti della fissione si ritirano attraverso la struttura cristallina. Queste scie, o tracce della fissione, forniscono la base per la tecnica della datazione radiometrica nota come datazione a tracce di fissione.

## Velocità della fissione spontanea
Velocità della fissione spontanea:
| Nuclide | Emivita       | Probabilità di fissione spontanea | Neutroni per fissione | Neutroni per (g.s) |
| ------- | ------------- | --------------------------------- | --------------------- | ------------------ |
| 235U    | 7,04x108 anni | 7,0x10−11                         | 1,86                  | 1,0x10−5           |
| 238U    | 4,47x109 anni | 5,4x10−7                          | 2,07                  | 0,0136             |
| 239Pu   | 2,41x104 anni | 4,4x10−12                         | 2,16                  | 2,2x10−2           |
| 240Pu   | 6.569 anni    | 5,0x10−8                          | 2,21                  | 920                |
| 252Cf   | 2,638 anni    | 3,09x10−2                         | 3,73                  | 2,3x1012           |

In pratica il 239Pu conterrà invariabilmente un certo ammontare di 240Pu a causa della tendenza del 239Pu ad assorbire un neutrone addizionale durante la produzione. L'alta velocità degli eventi di fissione spontanea del 240Pu lo rende un contaminante indesiderabile. Il plutonio idoneo per armi nucleari contiene non più del 7,0% di 240Pu.
La bomba atomica di tipo balistico, usata raramente, ha un tempo di inserimento critico di circa un millisecondo, e la probabilità di una fissione durante questo intervallo di tempo dovrebbe essere piccola. Pertanto solo l'235U è adatto. Quasi tutte le bombe nucleari usano un qualche tipo di metodo ad implosione.
La fissione spontanea si può presentare molto più rapidamente quando il nucleo di un atomo subisce una superdeformazione.

## Storia
Il primo processo di fissione nucleare scoperto fu la fissione indotta dai neutroni. Poiché i raggi cosmici producono alcuni neutroni, era difficile distinguere tra eventi di fissione indotta e spontanea. I raggi cosmici possono essere schermati in modo affidabile da uno spesso strato di roccia o acqua. La fissione spontanea fu identificata nel 1940 dai fisici sovietici Georgij Flërov e Konstantin Petrzhak mediante le loro osservazioni dell'uranio nella stazione Dinamo della metropolitana di Mosca, a 60 m di profondità sotto terra.